# Jolimont (métro de Toulouse)
Pour les articles homonymes, voir Jolimont.
Jolimont est une station de la ligne A du Métro de Toulouse. Elle est située dans le quartier Jolimont, dans le nord de la ville de Toulouse. 
Mise en service en 1993, lors de l'ouverture de la première section de la ligne, elle est le terminus de la ligne jusqu'à son prolongement en 2003, jusqu'à Balma – Gramont. Elle est avec Basso Cambo l'une des deux seules stations aériennes de la ligne.

## Situation sur le réseau

Plan du métro de Toulouse

Établie en aérien, la station Jolimont est située sur ligne A du métro de Toulouse, entre la station Marengo – SNCF, en direction du terminus sud-ouest Basso Cambo, et la station Roseraie, en direction du terminus nord-est Balma – Gramont.

## Histoire
La station terminus Jolimont est mise en service le 26 juin 1993, lors de l'ouverture à l'exploitation de la première section, longue de 10 kilomètres entre ses terminus Basso-Cambo et Jolimont, de la ligne A du métro de Toulouse. Située en aérien, elle dispose d'une longueur opérationnelle des quais 26 m, pour une desserte par des rames composées de deux voitures. Néanmoins le gros œuvre de la station est déjà prévu pour l'accueil de rames de 52 m de long.
Le 20 décembre 2003, elle devient une station de passage lorsque la ligne est prolongée jusqu'au nouveau terminus, Balma – Gramont, de la ligne A.
En 2016, elle a enregistré 2 309 426 validations, ce qui la situe à la 10e place, des stations de la ligne A. Elle représente alors 4 % du trafic de la ligne.
La station est ponctuellement en chantier, entre 2017 et 2019, dans le cadre de la mise en service de rames de 52 m de long sur ligne A. La station étant des l'origine prévue pour cette desserte les travaux se sont limités à l'aménagement de la partie des quais qui n'était pas exploitée. Les rames, pouvant accueillir 320 passagers débutent leur service le 10 janvier 2020,.

## Services aux voyageurs

### Accès et accueil
La station est située derrière un hôtel, et est accessible depuis l'avenue Yves Brunaud du quartier Jolimont. Elle compte deux accès, ayant chacun un escalier et un ascenseur. Elle est équipée de guichets automatiques pour l'achat de titres de transports, et aussi de quais latéraux à douze portes palières pour la desserte par des rames de 52 m à quatre voitures.

### Desserte
Comme sur le reste du métro toulousain, le premier départ des terminus (Balma-Gramont et Basso-Cambo) est à 5h15, le dernier départ est à 0h du dimanche au jeudi et à 3h le vendredi et samedi.

Installations et desserte
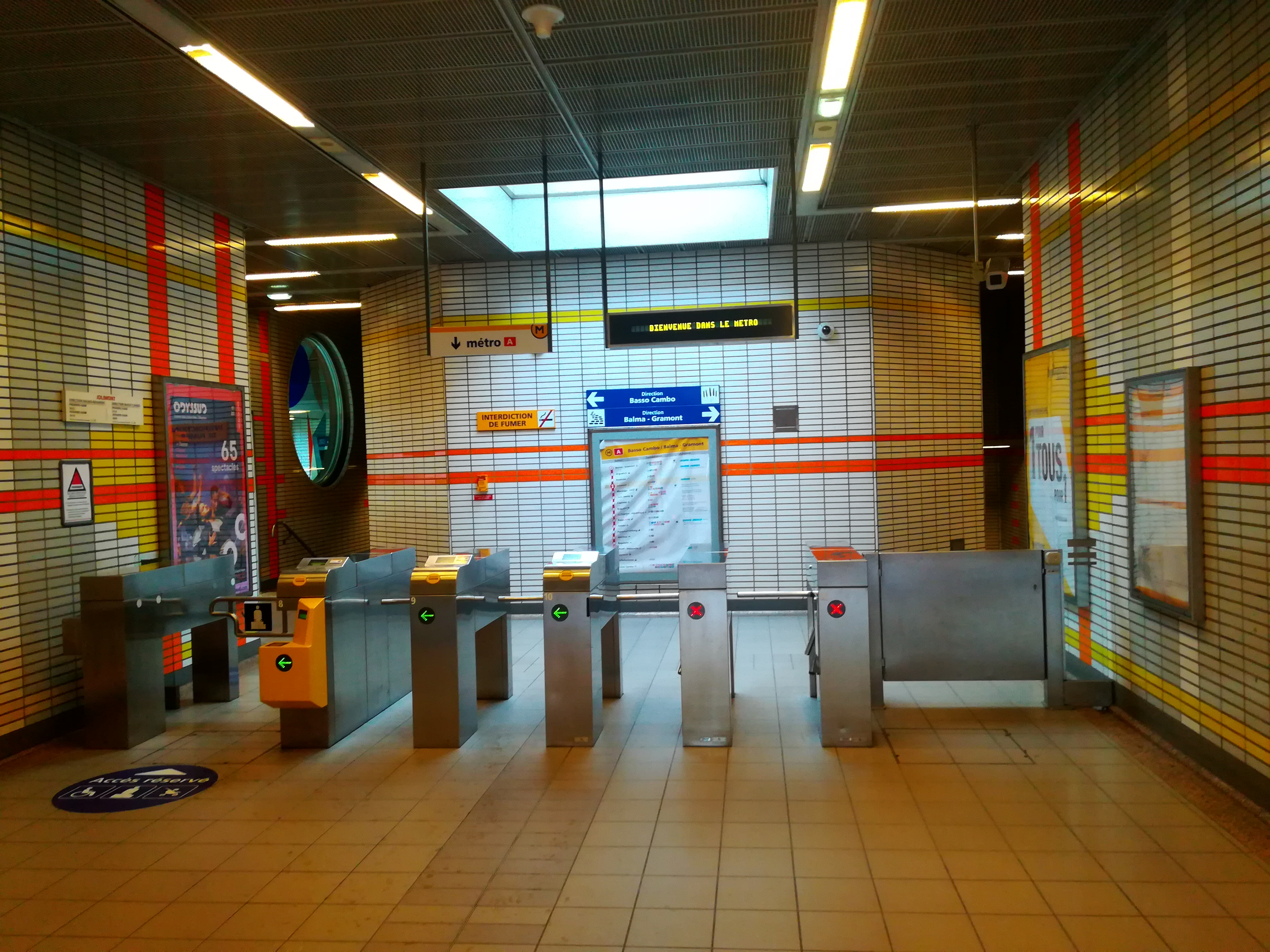
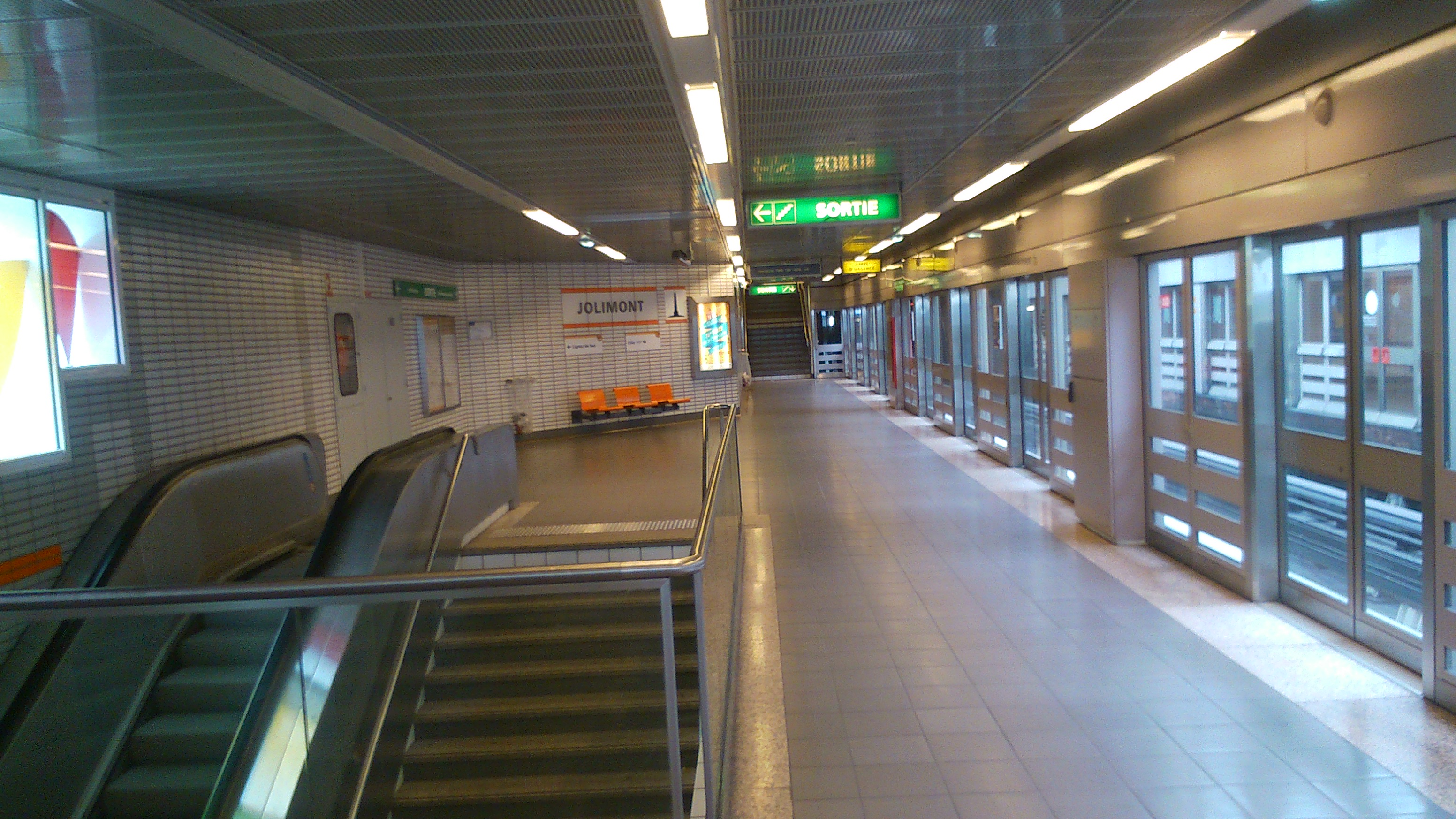
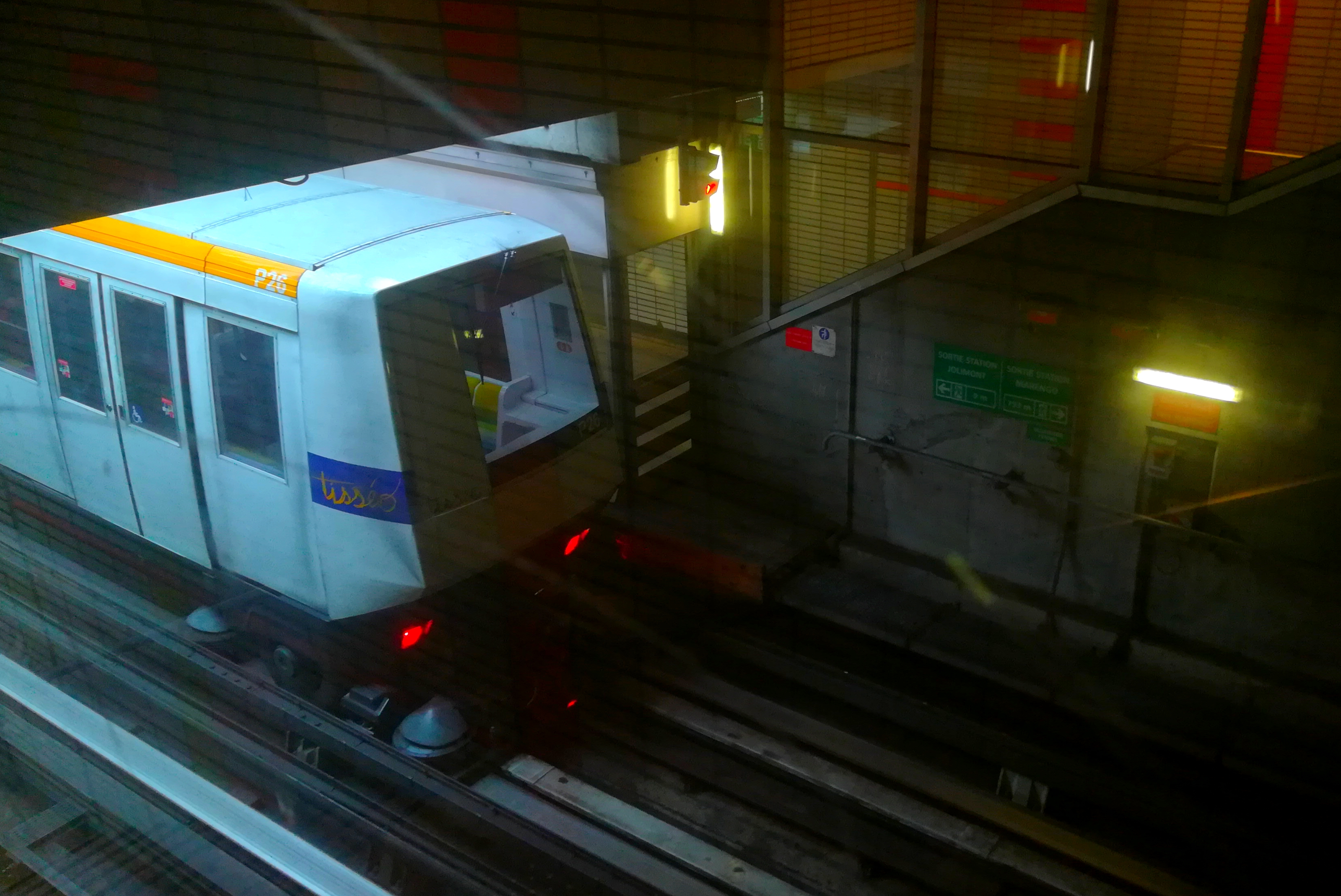

### Intermodalité
La station est desservie par la ligne 37 et la Navette Cimetières du réseau Tisséo. Elle dispose également d'un parc relais de 350 places pour les véhicules.

Station et installations
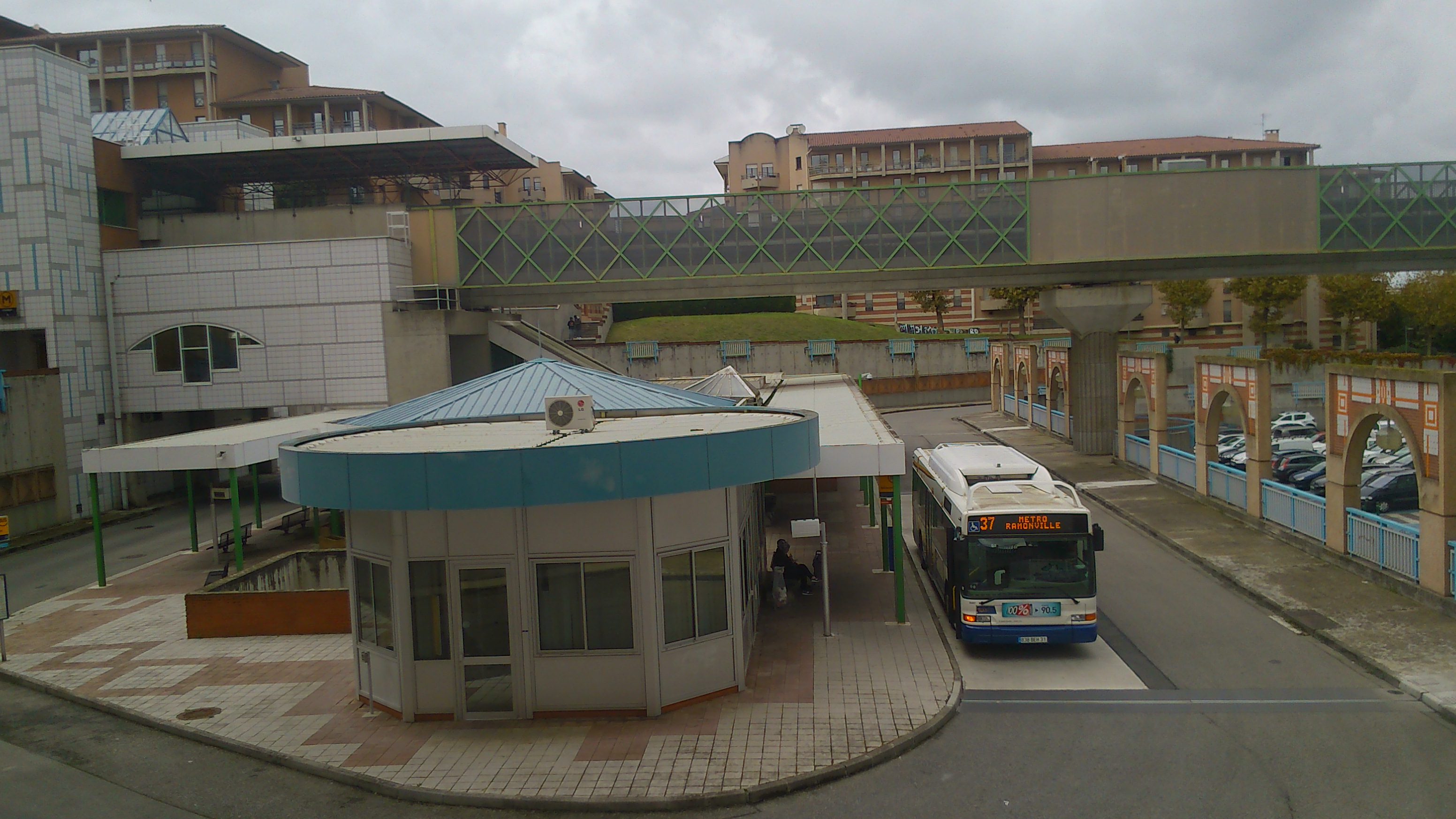
Station bus.
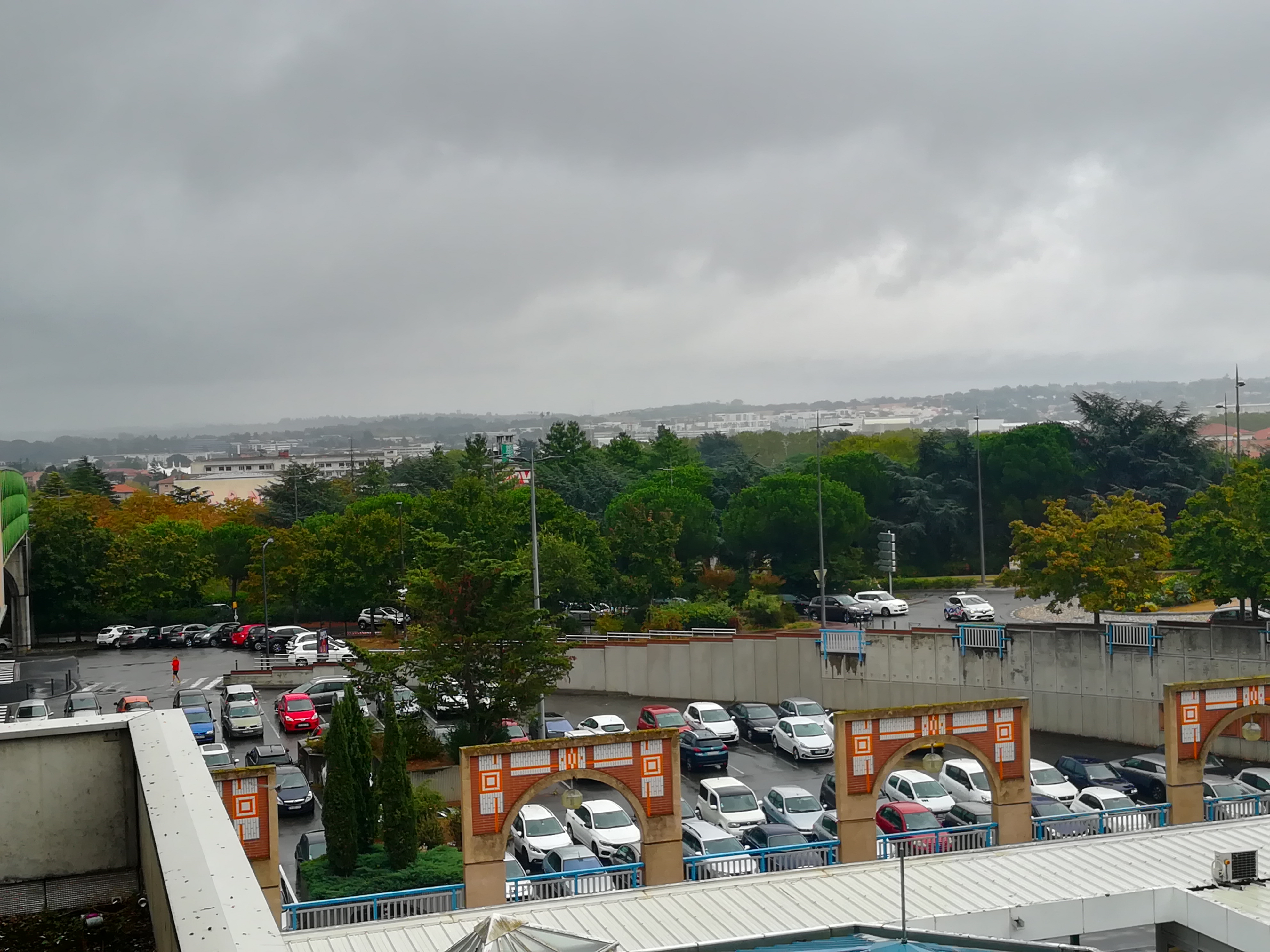
Parc relais.

## L'art dans la station
L'œuvre d'art associée à la station est une installation, sans titre, de Jean-Louis Garnell, qui consiste en l'animation des baies vitrées par des formes aléatoires colorées et translucides,.

## À proximité
- Cimetières Salonique et Terre-Cabade
- Collège Marengo
- Maison de quartier Jolimont
- Parc de l'Observatoire
- Observatoire de Toulouse
- Stations VélôToulouse n° 212 (Chaumière – Crêtes) et n° 251 (Blum – Jouhaux)
- Supermarché Carrefour Market Jolimont